# Гималайский голубь
Гималайский голубь (лат. Columba hodgsonii) — птица семейства голубиные, вид из рода голубей.

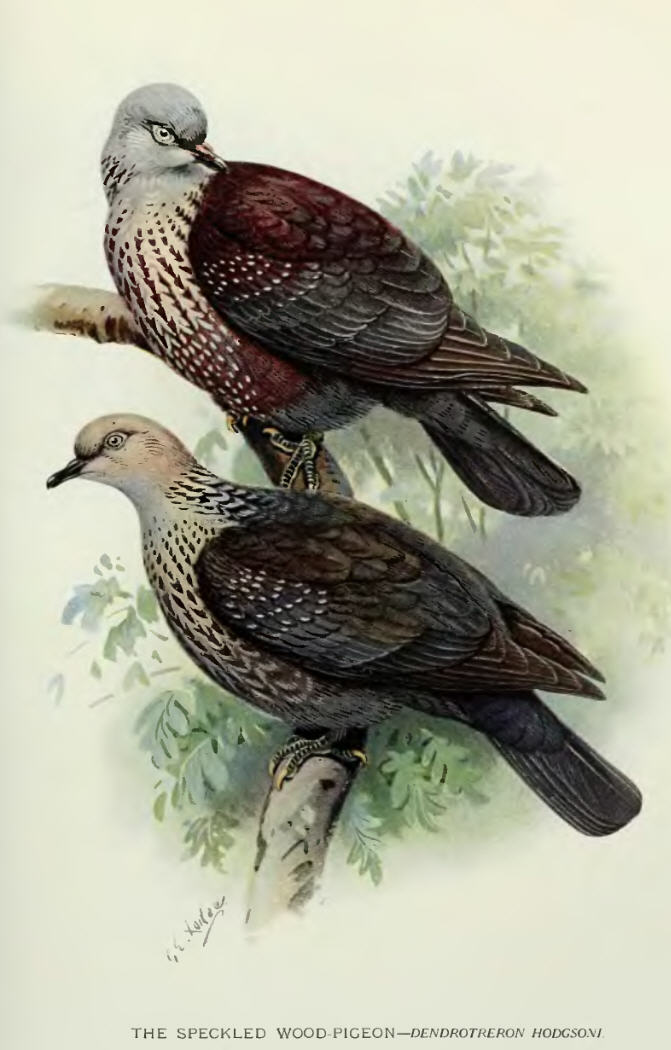
Иллюстрация

Вид имеет очень большой ареал, точная численность популяции неизвестна, но оценивается как стабильная.

## Описание
Длина птицы около 38 сантиметров. Верхняя часть тела тёмно-бордового цвета, за исключением шеи, которая, как и у многих других голубей, переливчатая. Грудь и нижняя часть тела крапчатые. Ноги черноватые с желтыми когтями.

## Среда обитания
Обитает в горных лесах Кашмира, в северо-восточных районах Индии и в Мьянме, на территории Китая встречается в восточном Тибете и в провинции Юньнань.
Среда обитания — густые горные леса умеренного, субтропического и тропического климатических поясов на высотах от 1400 до 4000 метров.

### Питание
Пищу находят в основном на верхушках деревьев, где собирают мелкие плоды и желуди прямо с веток. Гималайского голубя иногда можно встретить на сельскохозяйственных угодьях, где они собирают зерно.

### Гнездо
Сезон размножения начинается в феврале. Гнездо представляет собой платформу из веток, которая возведена на горизонтальной ветке на высоте от трёх до восьми метров. Кладка состоит из одного яйца.